# Азовская, Татьяна Николаевна
Татьяна Николаевна Азовская (8 октября 1948, Уральск — 5 ноября 2019, там же) — советская, а затем казахстанская русскоязычная поэтесса, журналистка, общественный деятель, член Союзов писателей СССР, Казахстана и России, автор пяти поэтических сборников: «Благодарю судьбу» (1980), «Письмо из осени» (1984), «Смуглое лето» (1985), «Я расскажу Тебе…» (2003), «Мимо острова Буяна» (2011).

## Биография
Родилась в городе Уральске в казачьей семье. Закончила журфак Казахского государственного университета. Работала учительницей и корреспондентом в газетах. Печаталась в журналах и альманахах, выходивших в СССР, Казахстане и России. В 1998—2006 годах возглавляла газету «Пульс Города». Есть сын Всеволод, внуки. Жила в Уральске.